# 天弓 (台湾のミサイル)

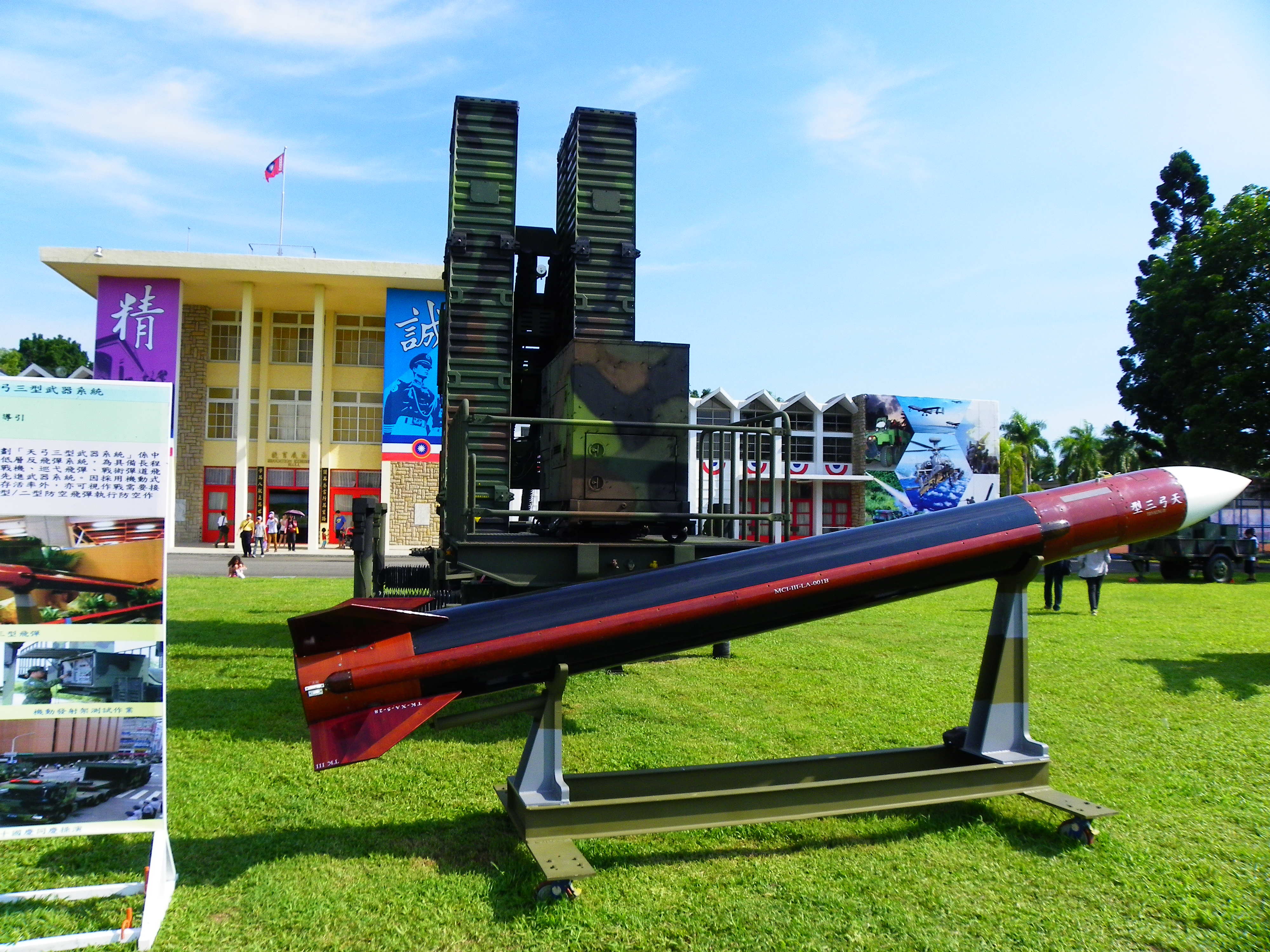
陸軍士官学校のグラウンドで展示された牽引式ランチャーと天弓Ⅲ型ミサイルの模型

天弓（英語：Sky Bow）は、台湾が開発した地対空の弾道弾迎撃ミサイル・防空システムのシリーズである。天弓Ⅱ型と天弓Ⅲ型は、中華民国国軍で運用されている。  

## 発展起源
冷戦時代、台湾は米国が支援するナイキ・ハーキュリーズ長距離防空ミサイルを装備していたが、さまざまな要因から1970年代末に米軍によってほとんど退役させられ、外国の同盟国でのみ使用されていた。 
しかし、ナイキ・ハーキュリーズミサイルは発射準備に時間がかかるだけでなく、発射部隊に多くの人手を要し、技術も時代遅れだったため、台湾軍は後継システムを探していた。 しかし、1970年代後半から1980年代前半にかけて、西側諸国では米国以外の先進国は長距離防空ミサイルを開発しておらず、初期のパトリオットミサイルはホークミサイルの後継として設計されたにすぎず、射程距離はわずか70キロにすぎなかった。 ソ連に助けを求めない限り、当時の西側諸国には使える長距離防空ミサイルはなかったのである。パトリオットを購入したくても、中華人民共和国とアメリカの国交が始まった当初、アメリカ政府は台湾が最新の対空ミサイルを購入することを許可しなかった。 その結果、国家中山科学研究院（NCSIST）は黃孝宗院長の指導の下、新世代の長距離防空ミサイルの開発に着手した。
NCSISTで天弓ミサイルを担当したのは第二研究所（ミサイル・ロケット研究所）であり、当時の第二研究所の研究開発の中心はラムジェットエンジンであった。 1979年に天弓の研究開発計画が始動した当初、第二研究所はこの計画が完全な対空ミサイルシステムになるとは認識していなかった。当時の所長であった唐君鉑氏でさえ、「まずラムジェットエンジンを使用し、それから高性能防空ミサイルを研究開発する」としか指示していなかったからである。
実際、天弓ミサイルを最も推進したのは国防部参謀本部の幹部たちであり、1980年3月3日の会議で、当時の宋長志参謀総長は、当時実施されていた天弓計画と天馬計画(短距離弾道ミサイル)のうち、天弓計画を対空ミサイル兵器システムとして最初に開発することを決定し、中華民国71年(1982)予算案に記載された予算は天弓計画の遂行を原則とすることを決定した。
しかし、NCSISTの上級管理職はまだ完全な防空システムの開発に疑問を抱いており、第2研究所の劉元發所長は陳傳鎬研発主任と内々に議論し、レイセオンかロッキード・マーティンがシステム開発に協力してくれることを望んでいた。最後に、NCSISTでのブリーフィングで、参謀総長の宋長志は、もし真剣に実施されないのであれば、NCSISTはスタッフを変える（上級管理職を解任する）しかないと、大胆にも発言した、上層部が天弓計画の担当者を第二研究所の茅奇駿副所長から黃孝宗に交代した後、天弓ミサイルは徐々に開発軌道に乗った。

## 天弓Ⅰ型

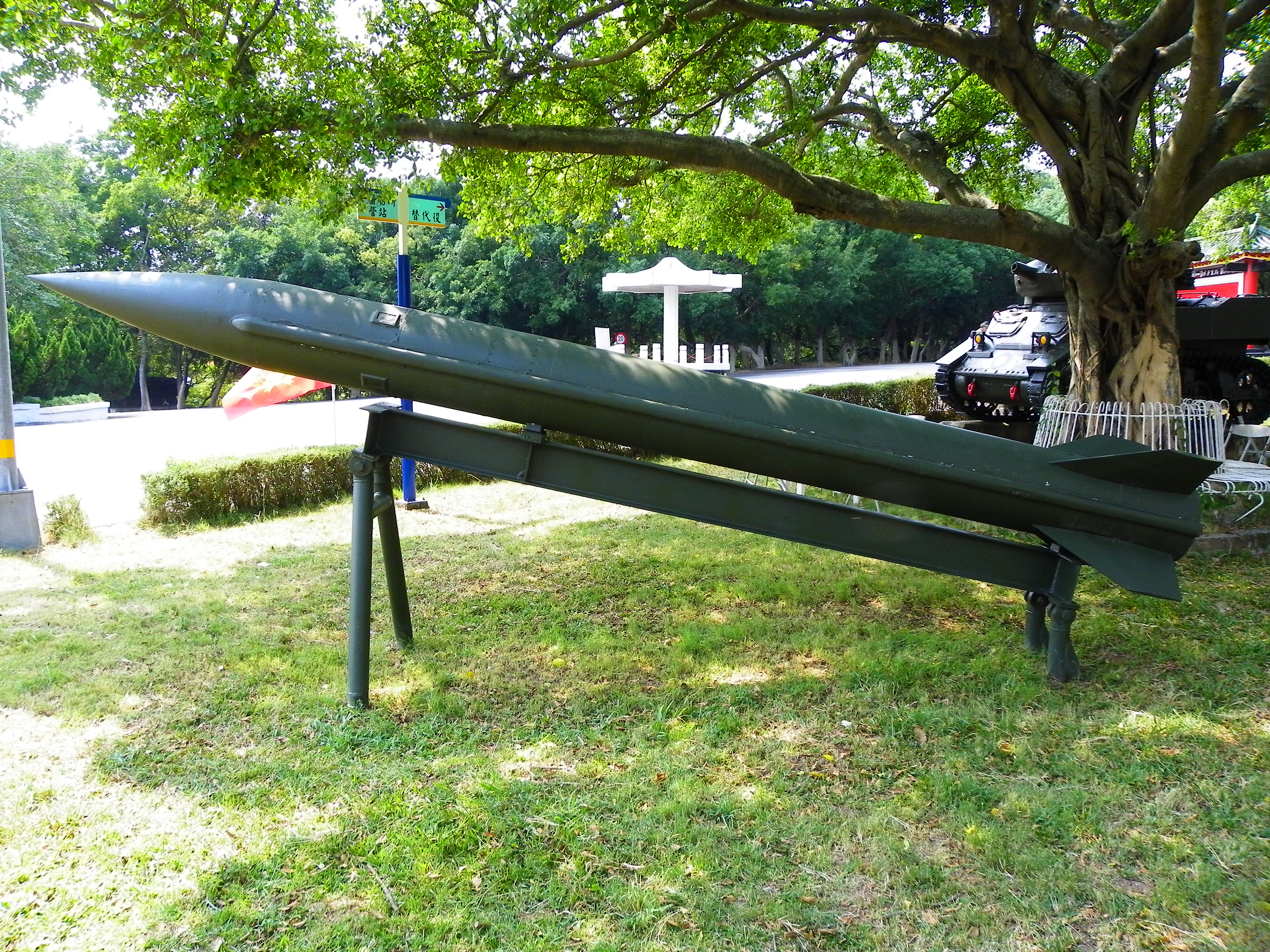
天弓Ⅰ型地対空ミサイル（成功嶺）

天弓Ⅰ型（TK-1、Sky Bow I）は、台湾・中華民国の国家中山科学技術研究院（NCSIST）が開発した地対空ミサイル（SAM）システムである。元々はMIM-23ホークミサイルの空力特性に基づいており、オリジナルのミサイル設計は、レイセオン・AIM-54 フェニックスの拡大版に似ていた。TK-1はその後再設計され、最終的にはアメリカ合衆国政府がMIM-104パトリオットミサイルの技術の85％をレイセオンに譲渡許可を出した後、アメリカのパトリオットミサイルと外観が酷似したものになった。台湾にライセンスされた技術パッケージには含まれていないため、ミサイル経由追尾（TVM）ホーミング機能はない。天弓Ⅰ型は、終末期にはイルミネーターレーダーを必要とし、アメリカのスタンダード SM2 ミサイルと同様に動作する。 

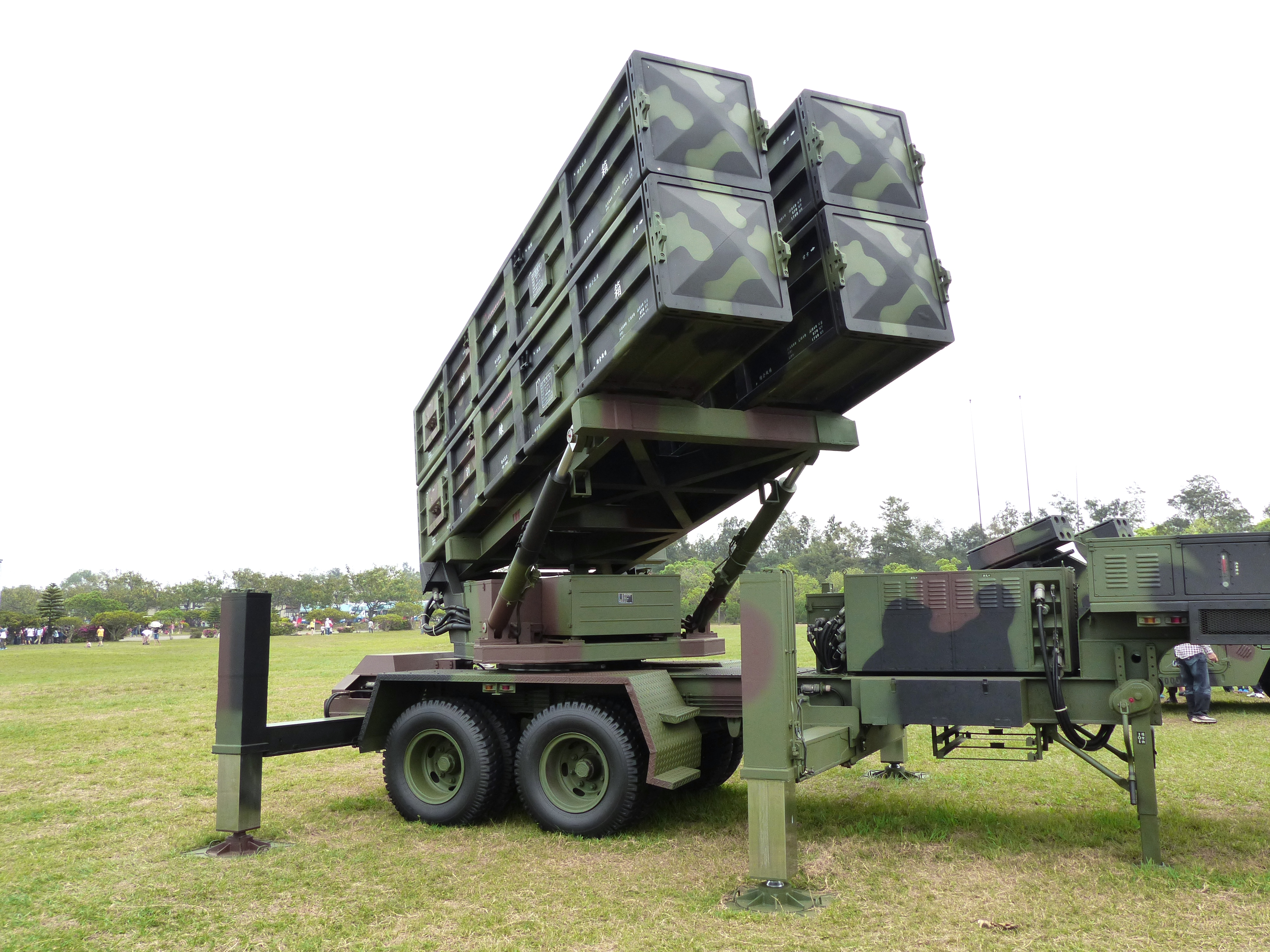
湖口キャンプ場で展示される天弓Ⅰ型ミサイル発射機

天弓Ⅰ型は主に低・中高度攻撃を標的として設計された。天弓Ⅰ型の各発射機には、探知・標的追尾用の長白1・Sバンドフェーズドアレイレーダーが1つ、終末期にはXバンド（18-32GHz）で動作するCS/MPG-25標的イルミネーターレーダーが2つ搭載されており、3または4連装ミサイル発射機に対応する。慣性/自動操縦と中間段階指令誘導と終末段階セミアクティブ・レーダー・シーカーの組み合わせにより、天弓Ⅰ型ミサイルはエネルギー効率の良い飛行経路で目標の近くまで飛行し、シーカーのセミアクティブ・レーダーは戦闘の最後の数秒間、目標の照射が可能で、目標が回避または電子対抗（ECM）する時間を最小限にすることができる。 
ミサイル発射機には2つのタイプが存在し、1つは集中的な攻撃に耐えられるように設計された地下シェルターに収容されている。 

もう一つは牽引式の移動型で、台湾の密集した防空ネットワークの不可欠な部分となっている。台湾本土の基地に加え、中華民国陸軍は澎湖諸島と東引島の離島に天弓Ⅰ型を配備し、台湾海峡と中国の福建省、浙江省、広東省の一部を射程内に収めている。 

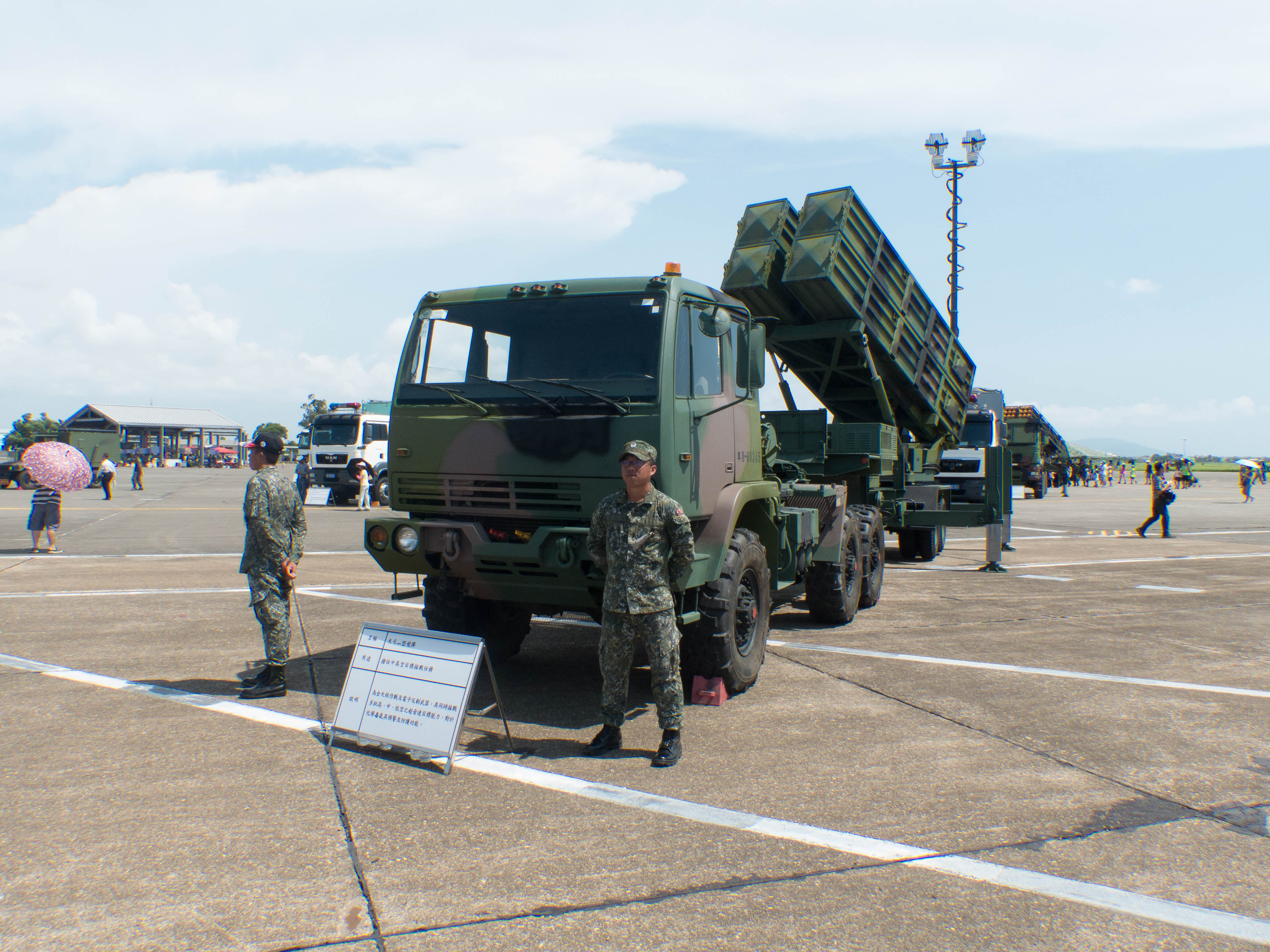
岡山基地のエプロンで展示される天弓Ⅰ型ミサイル発射機とトラック

2006年8月号のJane's Missiles and Rocketsで、天弓Ⅰ型地対空ミサイル（SAM）システムが退役すると報じられた。天弓Ⅰ型ミサイルは天弓Ⅱ型ミサイルに置き換えられ、既存の天弓Ⅰ型システムはレーダーをアップグレードされ、天弓Ⅱ型規格の訓練シミュレーターに更新されることになる。 

### CS/MPG-25 標的イルミネーターレーダー
CS/MPG-25 Xバンド標的イルミネーターレーダーは1980年代後半に就役した。最大射程222km、高度30,480mと報告されている。CS/MPG-25は、CSISTが独自開発した連続波ディスクアンテナ・イルミネーターレーダーで、改良ホークのAN/MPQ-46 高出力イルミネーター（HPI）レーダーから派生したものであるが、EW、ECM、IFFの能力を向上させ、出力を60%向上させたと推定されている。それはアメリカ海軍のイージスシステムで採用されているものと同様にメインのフェーズドアレイレーダーと時分割方式ベースで接続されており、天弓Ⅰ型地対空ミサイルシステムの複数標的交戦能力を可能にしている。 

### 一般的特性
- 主な機能：地対空ミサイル
- エンジン：単段デュアルスラスト固体燃料ロケットモーター
- 打ち上げ装置：牽引式4連装発射機と地下サイロ
- 長さ：5.3 m[4]
- 直径：0.41 m
- 重量：915 kg
- 最高速度：マッハ 4.0
- 射程：70 km
- 誘導：地上ベースのフェーズドアレイレーダーによる中間段階の慣性誘導の更新、セミアクティブレーダーホーミング（SARH）による終末誘導
- 展開時期：1993 年

## 天弓Ⅱ型
天弓Ⅱ型（TK-2、Sky Bow II）は、同じく国家中山科学研究院が開発したSAMシステムである。天弓Ⅰ型、天弓Ⅲ型に比べ、天弓Ⅱ型についてはあまり知られていない。NCSISTが天弓Ⅰ型の性能をアップグレードし、射程を200キロに伸ばしたということだけで、その仕様は機密解除されていない。 
天弓Ⅱ型は1991年に発表され、1997年に量産が開始された。 最初の実射演習は2002年の漢光18号演習で行われたが、メディアは米国での資材カットにより量産は困難と噂した。天弓Ⅱ型は速度、仰角、射程距離が大幅に改善されている。 
天弓Ⅱ型の初期型は2段式設計で、天弓Ⅰ型よりやや大型であったが、量産型は近代的な電子技術を利用して内部部品を小型化し、誘導部が大幅に小型化されているため、弾体のスペックを大きく変更することなく、射程、射高、アクティブ・レーダー・ホーミング誘導技術などが天弓Ⅱ型に輸入され、CS/MPG-25照準レーダーによる終端照準が不要となり、中間段階の慣性誘導の補正用の長白レーダーだけで済むなど、性能は大幅に向上している。 
現在、天弓Ⅱ型は天弓Ⅰ型と混合構成され、天弓Ⅱ型ミサイル1中隊に5基のミサイルサイロを持ち、各サイロに4連装垂直発射システムを4基を採用している。 しかし、発射システムが共用であるため、理論的には天弓Ⅰ型の発射機を使用して運用することが可能であるが、天弓Ⅱ型は天弓Ⅰ型よりも重量が重いため、天弓Ⅰ型発射機が4基の天弓Ⅱ型ミサイルの均等な荷重を維持することができない。 
天弓Ⅱ型発射機は一般に公開されたことがなく、多くのメディアはしばしば天弓Ⅰ型発射機を天弓Ⅱ型発射機と勘違いしている。 天弓Ⅱ型発射機はNCSISTが九鵬基地で行った対ミサイル演習で使用されただけで、短距離弾道ミサイルを模擬した標的天弓ⅡBミサイル発射機には二連式の発射機が使用され、設計は試作段階にとどまり、投入はされていない。 

### 派生型

#### 天弓ⅡS 短距離弾道ミサイル「天戟」
1996年の台湾海峡危機の際、台湾軍は中国本土に対する直接的な対抗手段を持たなかったため、中華民国参謀総長の羅本立上将は、天弓Ⅱ型対空ミサイル4発の短距離弾道ミサイルへの改造を命じ、これは「3124計画」とも呼ばれた。
米国の戦略国際問題研究所（CSIS）は、このミサイルを「天戟」ミサイルとばれているが、台湾政府と台湾軍は天弓IISと呼んでいる。Janes Weapons: Strategicは、ミサイルの射程を少なくとも120キロ、最大300-500キロと評価している。 弾頭重量は当初500kgを予定していたが、実際の運用では100～200kgにとどまっている。
2001年初頭の時点で、最大50基の天戟短距離弾道ミサイルが、台湾本島の前線としての澎湖諸島と、馬祖列島の前線としての東引島の2か場所に配備されており、ミサイルはミサイルサイロに置かれ、天弓Ⅱ型対空ミサイルで守られていた。

#### 天弓ⅡB 短距離弾道ミサイル「天鶚」
天弓ⅡBは天弓ⅡSの改良型であり、2019年に国防部から「天鶚計画」の下で短距離弾道ミサイルの更新を実施するためにNCSISTに引き渡されることが承認され、3年間で天弓ⅡB短距離弾道ミサイルの更新と改良を完了する予定である。 弾頭の威力が強化され、精度が向上し、誤差値が3メートル以内に縮小され、精密打撃任務を遂行できるようになることが期待されている。

#### 観測ロケット
また、天弓2型は、民間宇宙プログラム用の上層大気の調査を行うため、観測ロケットとしても改造されている。観測ロケット試験機は、全長7.7m、打ち上げ重量1,680kgで2003年12月24日に打ち上げられた。最大高度は270km近くに達し、打ち上げから8分後には142km離れた太平洋に落下した。科学ミッションのペイロードは220ポンド（100キロ）級で、ロケットの燃焼速度は2000ｍ/sに達した。Taiwan Defense Reviewの報告書によると、ペイロードと打ち上げパラメータによっては、ロケットは水平最大距離500kmまで達することができる。 

### 一般的特性
- 主な機能：地対空ミサイル
- エンジン：単段デュアルスラスト固体燃料ロケットモーター
- 発射装置：地下サイロ
- 長さ：5.673 m[26]
- 直径：0.42 m
- 重さ：初期型:1,100 kg、量產型:1,135kg
- 最高速度：初期型:マッハ 4.5[27] 、量產型:マッハ 4.3
- 弾頭：150kg
- 射程：200 km
- 誘導：中間航程：慣性/指令誘導。終末誘導：アクティブ・レーダー・ホーミング。
- 展開時期：1997 年

## 天弓Ⅲ型

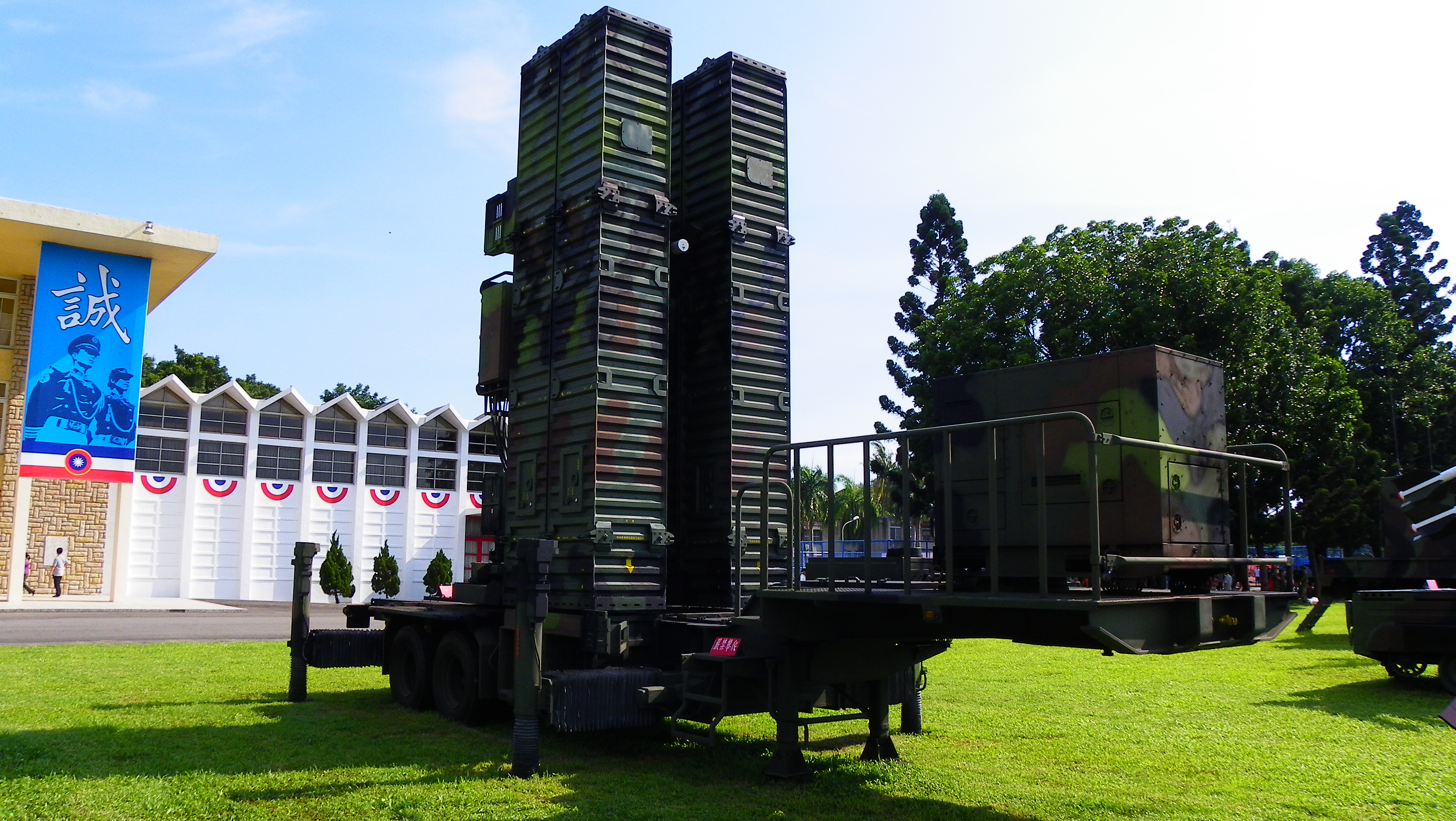
陸軍士官学校グラウンドでの天弓Ⅲ型ミサイルランチャートレーラーの展示

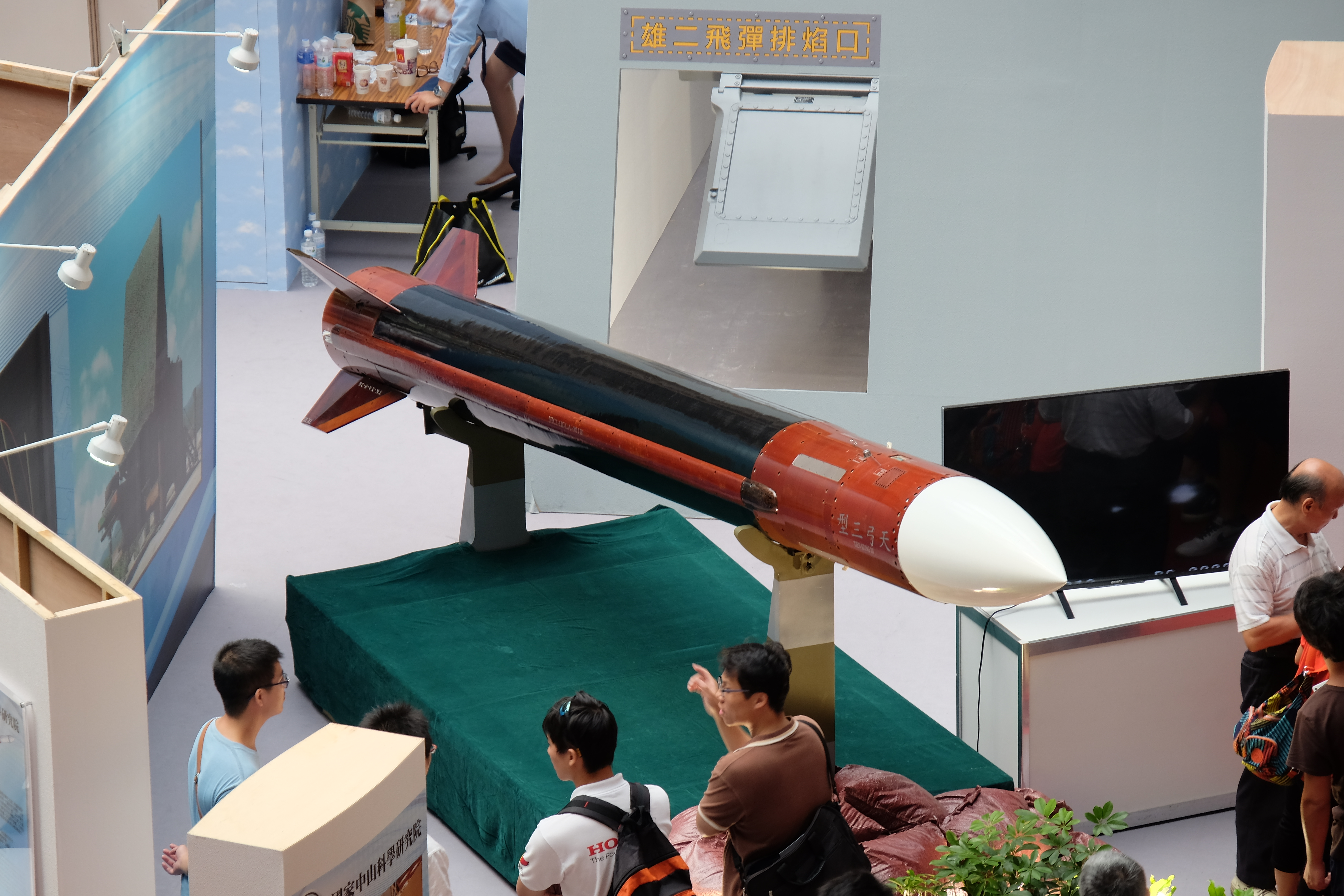
MNDホールでの天弓Ⅲ型ミサイル模型の展示

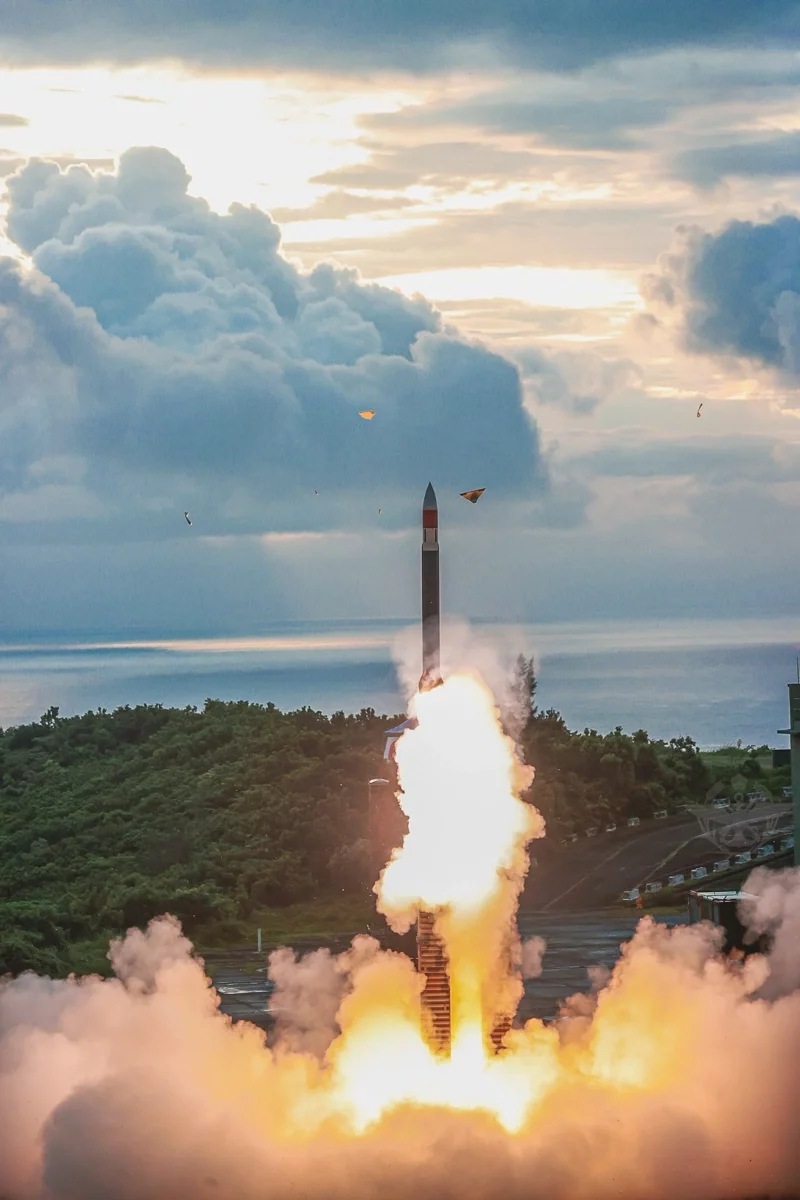
2022年精密誘導ミサイル発射演習の天弓Ⅲ型防空ミサイル

天弓Ⅲ型（TK-3、Sky Bow III）は、第三世代の天弓ミサイルシステムである 
1996年の台湾海峡危機の後、台湾軍は対弾道ミサイルの不足を深く憂慮し、関連技術の開発が第一の目標となった、1996年4月、国防部参謀本部は、基本的な対弾道ミサイルシステムの開発に5年間で39億ドルの予算を承認し、1999年11月、防空ミサイルの開発を担当する「天弓計画室」の研究開発担当者は、定例記者会見で「PAC-3弾に近い性能を持つ対戦術弾道ミサイル（ATBM）システムの開発は完了間近であり、長距離フェーズドアレイレーダーシステムの開発は2006年までに完了する」とメディアに語った。 
天弓Ⅲ型（旧称：天弓Ⅱ型対戦術弾道ミサイル；TK-2 ATBM）は、天弓Ⅱ型ミサイルをベースに、Kuバンド（12-18GHz）アクティブ・レーダー・シーカー、指向性破片弾、戦術弾道ミサイルなどの高速・低レーダー断面積（RCS）目標を捕捉するため改良した精度制御を採用した低価格のミサイル防衛システムとして構想された。 
天弓Ⅲ型の「実証検証」段階は、1999年9月の試験発射を含め、2001年に完了し、EMDフェイズ（Engineering and Manufacturing Development phase, 生産技術開発フェイズ）に入った後、国家中山科学技術研究院（NCSIST）は「層系計画」という開発コードネームで全システム構成の検証を実施し、量産に向けて各サブシステムの性能を最適化した。 
NCSISTは、もともと天弓Ⅰ型と天弓Ⅱ型に使われていた 長白フェーズドアレイレーダーは大きすぎて重く、長白レーダーの当初の設計は対弾道ミサイルの必要性を考慮していなかったため、天弓Ⅲ型にマッチする新しいレーダーを開発する必要があると考えている。 
そのため、NCSIST は探知距離が1,000kmを超える長山フェーズドアレイレーダーを開発し、その後、固定陣地の生存度が高くないため、機動展開の機動型中距離3次元（3D）射撃統制フェーズドアレイレーダー（Mobile 3D ADFCPAR；機動型中程三維相列射控雷達/機動式全相列雷達）に改めて開発しました。 
Mobile 3D ADFCPARレーダー原型機は長白レーダーと同じくSバンドで運用されるが、長山レーダーに比べて出力とアレイレーダー面積が小さいため、探知距離は約400kmにとどまり、探知覆域は長白レーダーの120度から90度に、同時交戦目標数は24から9に減少している。 
天弓Ⅲ型全システムの最初の迎撃試験発射は2007年に実施され、同年10月の国慶節式典の観閲式で国民に正式に披露され、運用試験評価（Operational Test & Evaluation ,OT&E）は2009年に開始され、空軍が防空ミサイルシステムの性能と運用効果を評価した。 この段階で天弓Ⅲ型は、固定翼機、巡航ミサイル、弾道ミサイル等の脅威を迎撃し、複数の目標を同時に攻撃する能力を検証するため、数回シュート・ルック・シュート(SLS；Shoot-Look-Shoot)試験とリップル射撃(Ripple Fire)試験を実施した。 
2014年9月、国防部は2015年予算で、「飛鎧Ⅱ号」の名で2015年から2024年の間に4個ミサイル大隊と12個中隊が使用する天弓3型防空ミサイルシステム12組を量産するため、748億3,466万台湾ドルを予算化した。天弓Ⅲ型の1組あたりの価格はパトリオット(PAC-3)ミサイルシステムの6分の1、維持費はパトリオット(PAC-3)ミサイルシステムの11分の1である。
性能面では、基本型天弓Ⅲ型は射高45kmで、射程200 km、各システムレーダーは150の目標を追尾し、同時に24の目標と交戦することができ、主に航空脅威（Air-Breathing Threat）の迎撃を担当する。
天弓Ⅲ型弾体は、高度なセラミックと炭素繊維を採用しており、ミサイルのノーズコーンは2,000℃を超える温度に耐えることができる。 
天弓Ⅲ型防空ミサイルシステムの生産は、MIM-23ホークミサイルの台湾の在庫分を置き換えるだろう。以前、アメリカは台湾にホークのアップグレード、NASAMSシステムの購入、およびホークの後継としてTHAADミサイルシステムの購入という選択肢を与えていた。国防部は最終的に、需要を満たす国産の兵器開発の追求を決定した。 
2019年、台湾の蔡英文総統は、中国の軍事力と好戦的な姿勢の高まりを受け、NCSISTに天弓Ⅲ型の大量生産を加速するよう命じた。 

### 艦射型/「海弓」
軍事技術の発達に伴い、防空を担当する元の成功級フリゲートと基隆級駆逐艦は、Mk 13 GMLS／Mk 26 GMLS を使用しているため効率が悪く、飽和攻撃に効果的に対処できない。これを受けて台湾海軍は、新世代の艦艇に装備するため、垂直発射システムで発射可能な天弓Ⅲ型防空ミサイルの艦載版の開発を決定した。天弓Ⅲ型と比べ、海弓Ⅲ型はNCSISTが開発した国産汎用型垂直発射システム「華陽」に搭載する必要があるため、折り畳み式の尾翼を採用している。
海弓III型防空ミサイルは2016年12月に屏東県のNCSIST九鵬基地で初試射され、その後2018年にさらなる試験のために試験艦「高雄」に積み込まれ、Mk 41垂直発射システムと華陽垂直発射システムとの最終統合はそれぞれ2020年と2023年に完了する予定である。
しかし、当初海弓III型防空ミサイルを搭載する予定だった「震海計画」の新世代ミサイルフリゲート(FFG)は頓挫し、海軍は現在、海弓III型に当初海劍II型防空ミサイルを搭載する予定だった輕型巡防艦と、近代化改修アップグレードの康定級フリゲートを搭載するかどうかを評価している。

### 增程型/「強弓」
2014年末、NCSISTは立法院外交国防委員会の報告の中で、「強弓計画」と呼ばれる天弓Ⅲミサイル延長射程研究開発計画に言及し、立法院も射高70kmの新型弾の開発に向けて2015年に5年間の予算70億1,872万ドルを確保した。
この新型弾は、2020年以降、短距離弾道ミサイルを模擬した標的天弓ⅡBミサイルの迎撃を異なる高度で試みる試験発射を何度も行う予定です、空軍は2022年8月18日に強弓計画の初期運用テストと評価（Initial Operational Test & Evaluation , IOT&E）を実施し、翌年2月に射高70km級の強弓Ⅰの試験を完了し、後に量産を開始すること、射高100km級の強弓Ⅱは引き続き試験・評価することを発表しました。
標準的な天弓Ⅲ型と比較して、強弓弾は台湾製の新しいマイクロ波パワーアンプを使用し、ノーズコーン、弾体構造、推進システムも更新されている。迎撃高度が大幅に上昇するため、強弓弾は2段式の設計になっている。第一段の推進ロケットでミサイルを成層圏まで押し上げ、その後切り離し、第二段の姿勢制御スラスターで薄い大気圏内での操縦を可能にし、終末誘導を担当するKaバンドのアクティブ・レーダー・シーカーも成層圏の水蒸気が少ないため干渉の影響を受けにくい。
台湾国防部が発表した最新の「管制軍事製品リスト」によると、「TK4（天弓IV）ミサイル」用の新型防空ミサイル発射筒もリストアップされている。 報道によると、「TK4発射筒」とは射高70km級の天弓Ⅲ型強弓Ⅰ型ミサイルのことで、発射筒の大きさは7.64m×1.1m×1.1mで、天弓Ⅲ型発射筒の5.5m×0.8m×0.84mより大きい。

### 一般的特性
- 主な機能：地対空ミサイル
- エンジン：固体燃料ロケットモーター
- 発射装置：牽引式4連装発射機
- 長さ：5.498 m[4]
- 直径：0.4 m
- 重量：870 kg
- 誘導：中間航程：慣性/指令誘導。終末誘導：アクティブ・レーダー・ホーミング。
- 最高速度：マッハ 7.0[59]
- 最高G力：35G
- 射程：200 km[60]
- 射高：45km(基本型)，70km(強弓Ⅰ)，100km(強弓Ⅱ)

### 発射システム概要
天弓Ⅲ防空ミサイルシステムはトレーラー移動式のシステムであり、車両が自走して野外に発射サイトを設営後、射撃体勢が整う。
天弓Ⅲ防空ミサイルシステムは以下の装備で構成されている：
- フェーズドアレイレーダー装置
- 射撃管制車輌
- 通信中継車輌
- 発電機車輌
- レーダーデコイ車輌
- 4連装垂直発射機

1個天弓Ⅲ中隊は5-8基の4連装垂直発射機を運用する。

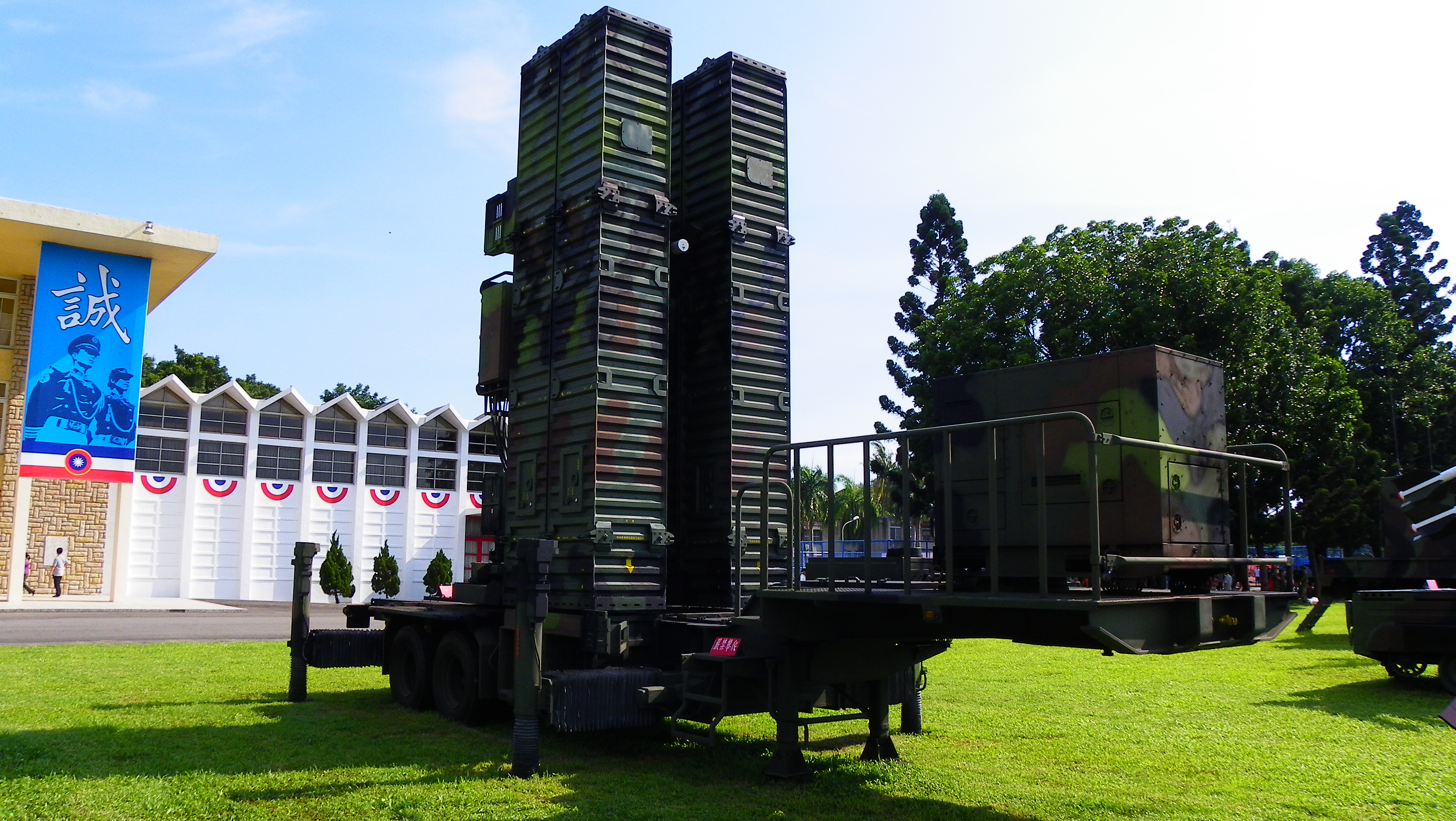
4連装垂直発射機（早期型）
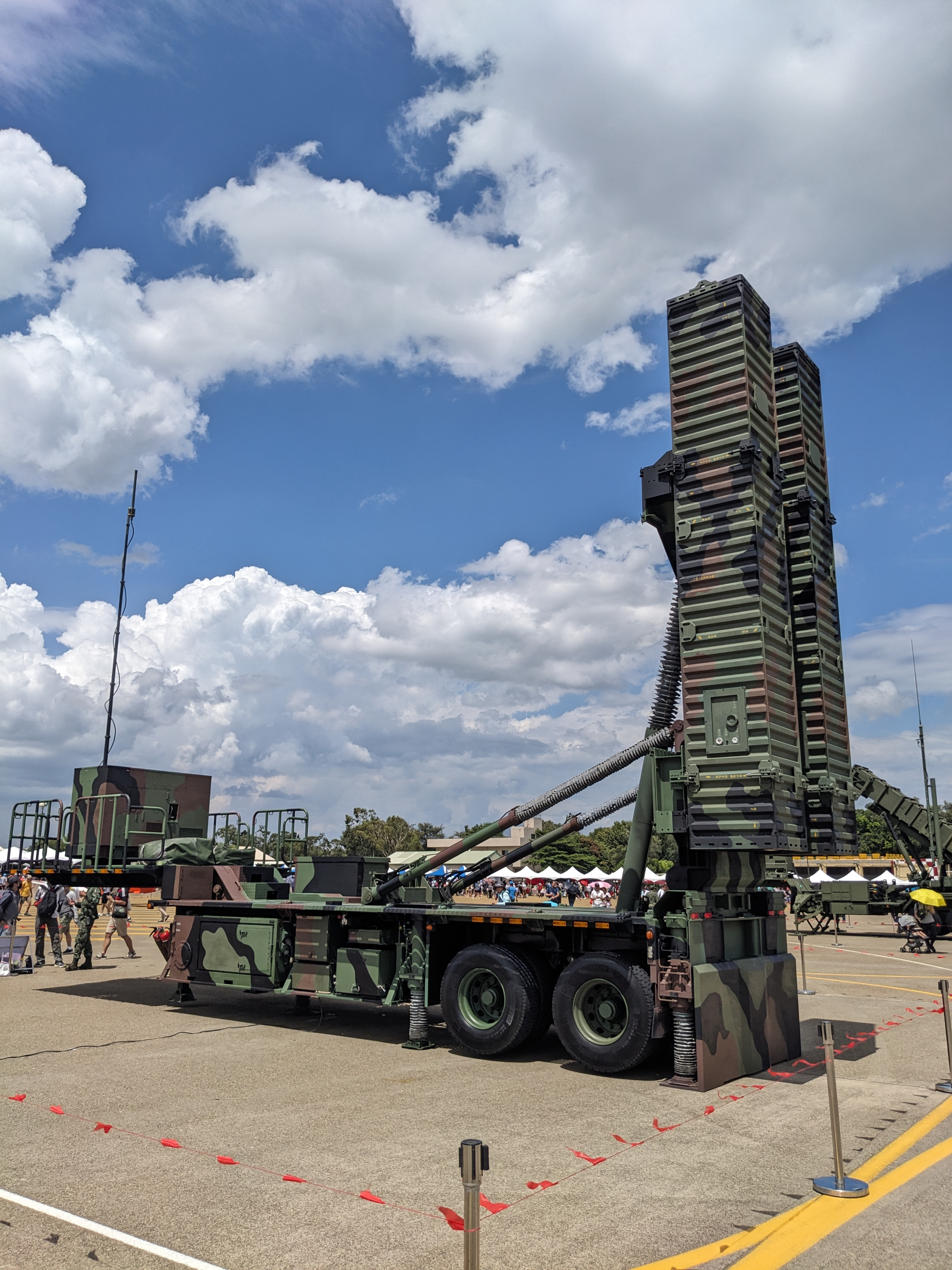
4連装垂直発射機（量產型）
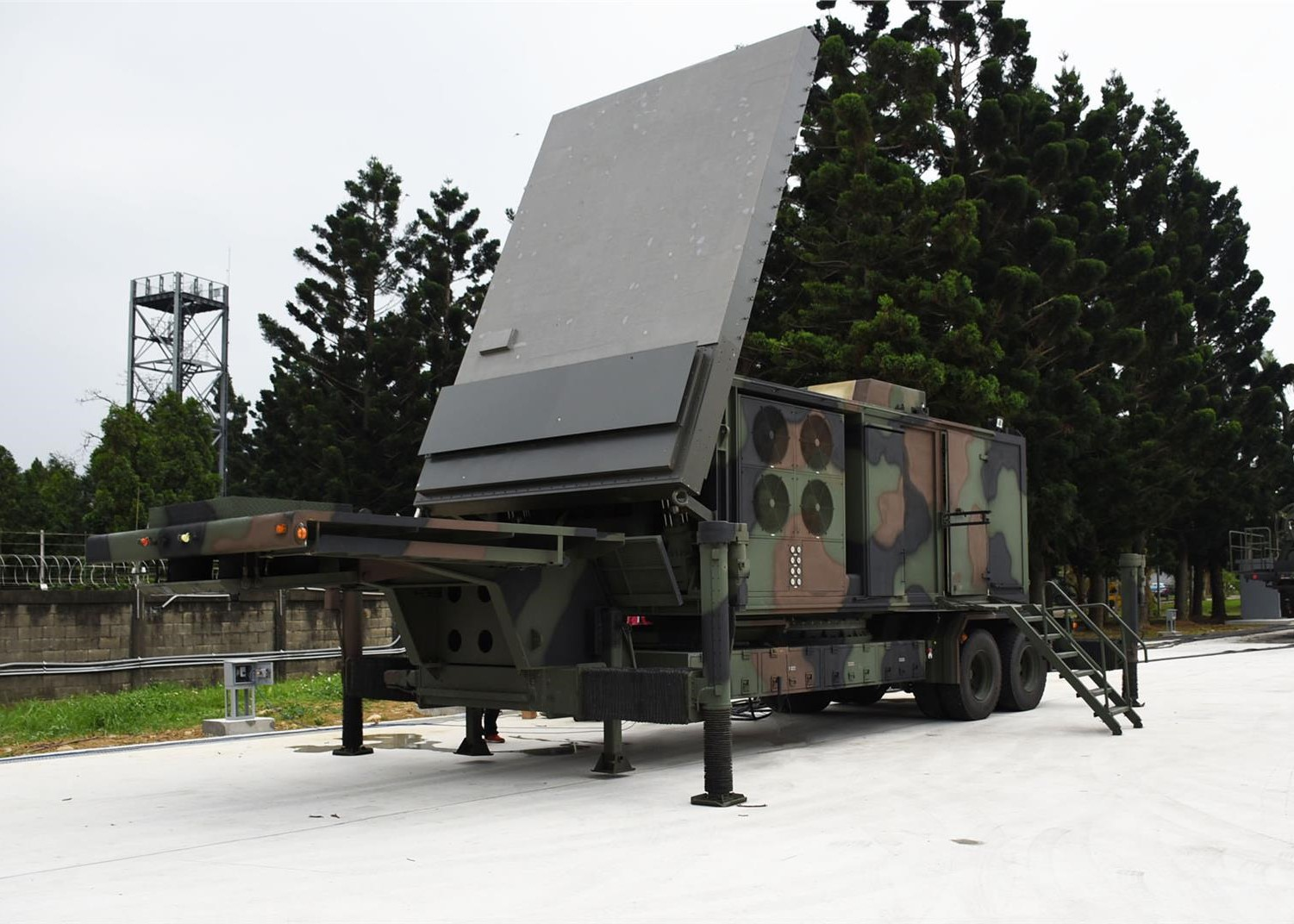
Mobile 3D ADFCPAR
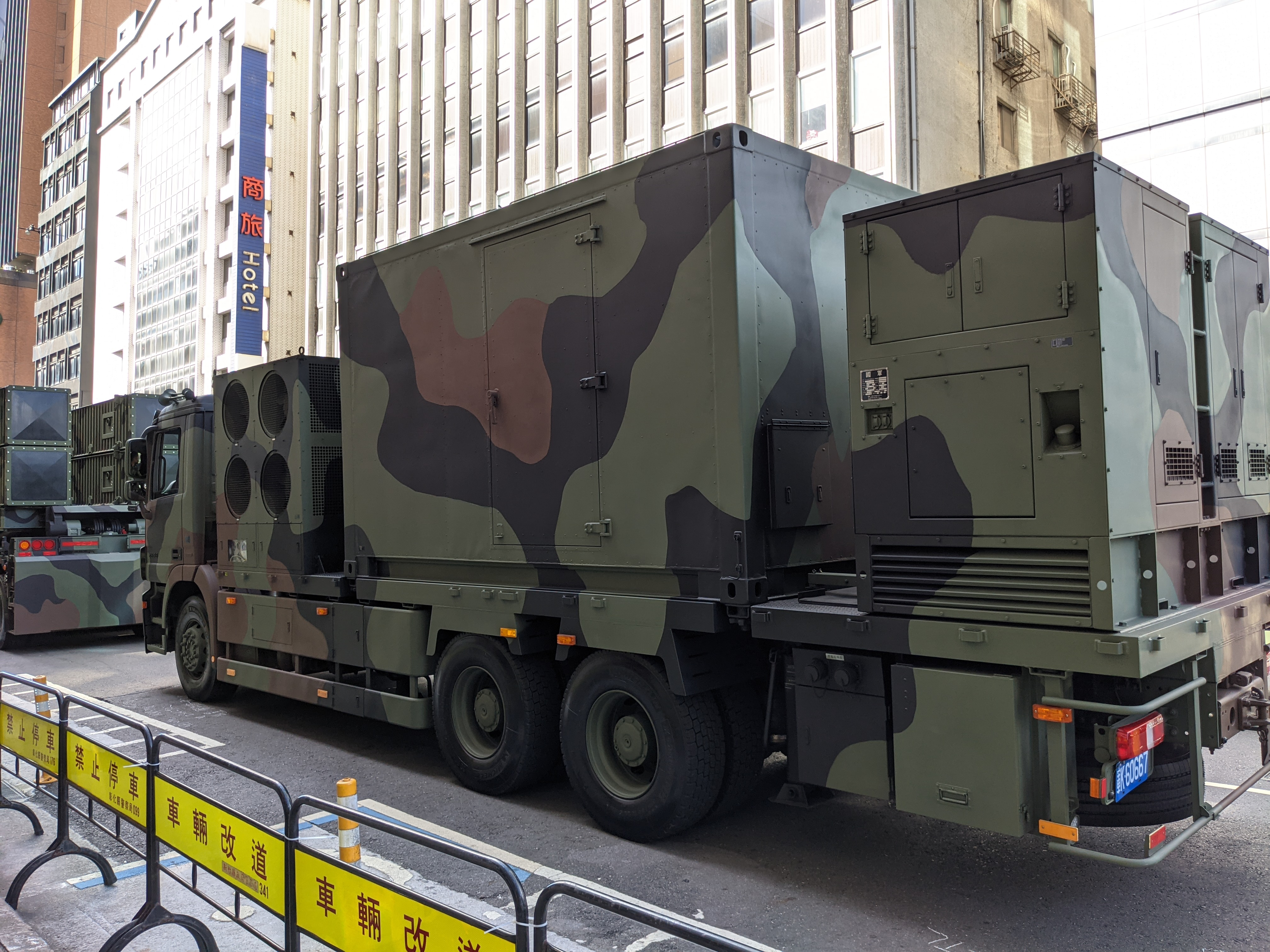
レーダーデコイ車輌
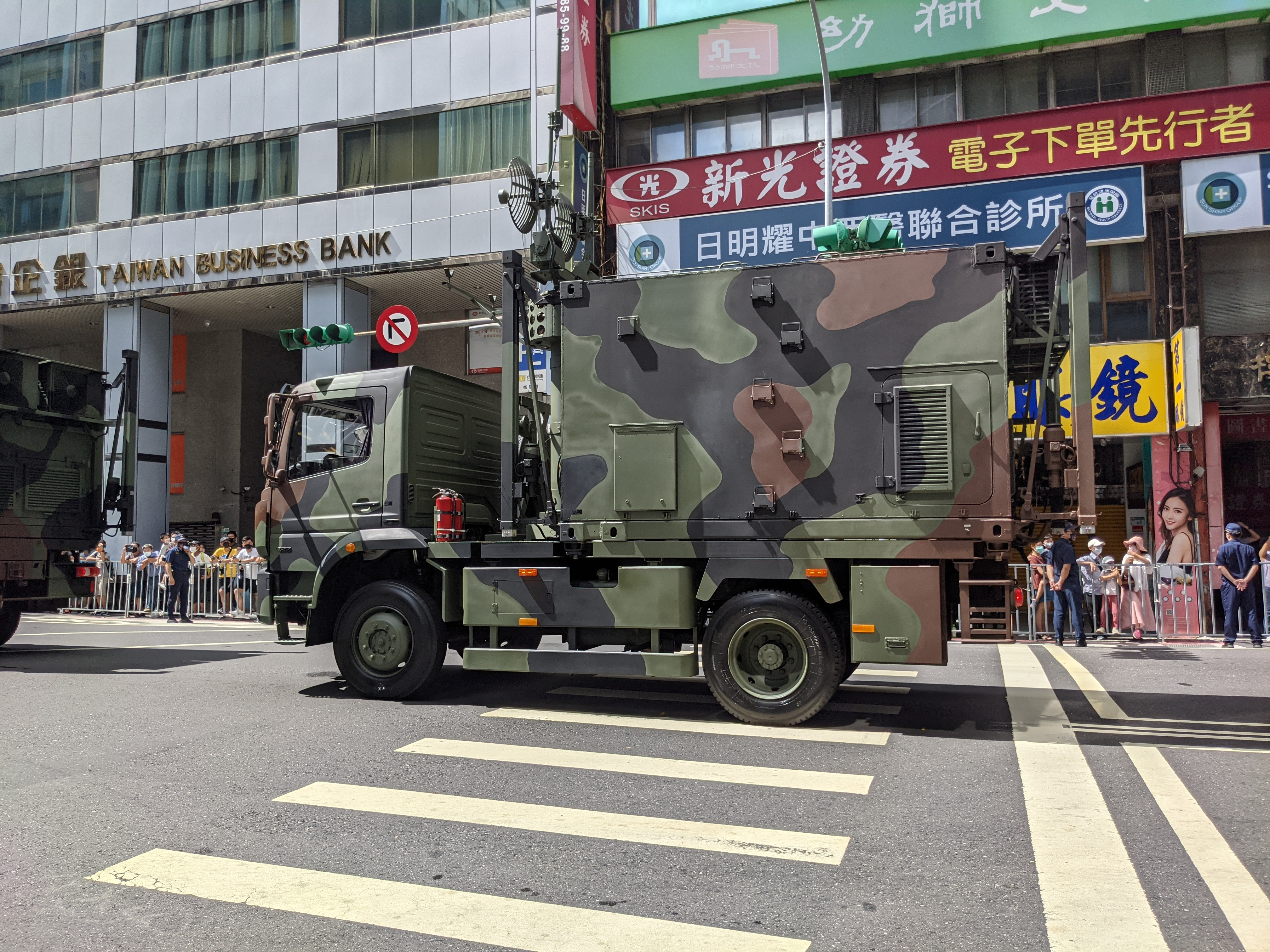
通信中継車輌

### レーダー装置

#### Mobile 3D ADFCPAR
天弓Ⅲ型防空ミサイルシステムの機動型中距離3次元（3D）射撃統制フェーズドアレイレーダー（Mobile 3D ADFCPAR；機動型中程三維相列射控雷達/機動式全相列雷達）はS-Band帯のPESAレーダーで、アンテナ面で120度、ピッチで90度の探知覆域を持ち、400kmの距離で探知できる。 
メインアンテナアンテナには合計3,488個の送受信素子があり、Mobile 3D ADFCPARはミサイルに双方向データリンクを提供する。

#### 長山フェーズドアレイレーダー
Mobile 3D ADFCPARレーダーに加え、天弓Ⅲ型防空ミサイルシステムは、1,000kmの捜索範囲を持つ長山AESAレーダーにも接続することができる。 
強弓計画の開発を支援し、東台湾の対戦術弾道ミサイル戦力を強化するため、NCSISTはが長山レーダーを再稼働させ、アップグレードした。このレーダーは、天弓Ⅲ型防空ミサイルシステムに早期警戒情報を提供することができ、対弾道ミサイル能力の強化を可能にする。 
現在、台湾空軍は長山AESAレーダーの最初のセットを受領し、東台湾に配備しており、「天弓Ⅲ型対戦術弾道迎撃ミサイル指令管制手順」を策定中である。

### 輸出
天弓Ⅲ防空ミサイルシステムは海外のバイヤーからの関心を得ているが、2019年11月時点では確認されていない。